# بازی عاج
بازی عاج (انگلیسی: The Ivory Game) یک فیلم مستند آمریکایی در سال ۲۰۱۶ به کارگردانی کیف دیویدسون و ریچارد لادکانی است. این فیلم تجارت عاج را که به یک نگرانی جهانی تبدیل شده‌است، بررسی می‌کند و دولت‌ها و محافظه‌کاران محیط زیست را در برابر شکارچیان غیرقانونی و بازرگانان چینی عاج قرار می‌دهد.
بازی عاج نخستین نمایش جهانی خود را در ۱۶ سپتامبر ۲۰۱۶ در جشنواره بین‌المللی فیلم تورنتو انجام داد و در تاریخ ۴ نوامبر ۲۰۱۶ در نتفلیکس اکران شد. این فیلم بیشتر نظرات مثبتی را دریافت کرد.